# Матусевич Йосип Антонович
Йосип Антонович Матусевич (біл. Іосіф Антонавіч Матусевіч; *4 жовтня 1907, Мінськ — †1985) — білоруський актор. Народний артист БРСР (1972)

## Біографія
Закінчив студію Білоруського драматичного театру імені Якуба Коласа (1928), в якому тривалий час працював.
Йосип Антонович — характерний, комедійний актор. Його мистецтву властиві гострий пластичний малюнок ролі, життєва правда та яскравість сценічних фарб. Талант Йосипа Матусевича особливо виявився у білоруському національному репертуарі: Куторга («Пінська шляхта», В. Дуніна-Марцинкевича), дядько Язеп («Гроза буде» за трилогією Якуба Коласа «На перехтесті»), Симон Репетько («Батьківщина» К. Чорного), Війт («Левониха» П. Данилова), Суддя («Нестерко» В. Вольського), Димар («Серце на долоні» І. Шам'якін), Горошко («Вибачайте, коли ласка» А. Макієнка), піп Ілля («Дзвони Вітебська» Володимира Короткевича) та ін.